# Jatropha oaxacana
Jatropha oaxacana är en törelväxtart som beskrevs av J.Jiménez Ram. och R.Torres. Jatropha oaxacana ingår i släktet Jatropha och familjen törelväxter. Inga underarter finns listade i Catalogue of Life.